# Alan Daitch
Alan Matías Daitch (Buenos Aires, 4 de octubre de 1989) es un empresario tecnológico, divulgador de inteligencia artificial y conferencista argentino. Ha sido colaborador principal en la Comunidad de Google AdWords, una distinción otorgada a un grupo reducido de expertos globales. 

## Formación académica y trayectoria profesional
Daitch es principalmente autodidacta, aunque cursó la carrera de Economía en la Universidad de Buenos Aires (UBA), sin completarla. Posteriormente asistió al Posgrado en Business Intelligence y Data Mining en la Universidad Tecnológica Nacional (UTN), y realizó una formación en Negociación en la London School of Economics.
Comenzó su carrera profesional en 2011 como primer empleado de Bixti, el primer marketplace argentino de diseño y artesanías. En 2013, fue seleccionado por Google como Top Contributor, lo que le permitió formar parte de un grupo selecto con acceso a tecnologías en Silicon Valley.
En 2015, cofundó Digodat junto a Mauro Giordano, Axel Iglesias y Manuel Giménez', una empresa especializada en analítica digital y consultoría en big data. La firma ofrecía servicios de auditoría, ingeniería de datos, optimización y capacitación, trabajando con clientes como Google, BBVA, Falabella, Telecom Argentina, Banco Galicia y Cencosud. En 2020, Digodat fue adquirida por S4 Capital (cuyo propietario es Martín Sorrell, empresario y fundador de WPP plc), consolidando su expansión y validación a nivel internacional. Tras esta fusión, Daitch asumió en 2021 el cargo de vicepresidente de datos para América Latina en MightyHive (actualmente, Monks).
En 2024, fundó Tasa Tasa, un comparador de créditos hipotecarios en Argentina, cuyo objetivo declarado es facilitar el acceso a la vivienda a miles de personas a través de herramientas digitales. La plataforma se presenta como una de las principales en su rubro dentro del país.
Daitch reside actualmente en Madrid y continúa vinculado al ámbito de la tecnología y el emprendimiento.

## Contribuciones
Daitch ha desarrollado una activa labor como divulgador de temas relacionados con la inteligencia artificial y el uso de tecnologías emergentes en entornos laborales y cotidianos. Ha contribuido con artículos y entrevistas en medios de comunicación de alcance nacional e internacional.
En una columna publicada en La Nación, abordó las transformaciones que la IA está generando en distintos perfiles profesionales, resaltando las oportunidades para emprendedores y trabajadores independientes en la adopción temprana de estas herramientas.
En entrevista con El Economista, sostuvo que la inteligencia artificial no transforma únicamente industrias específicas, sino que impacta de manera transversal en toda la economía. Argumentó que tecnologías como ChatGPT permiten reducir barreras técnicas y financieras para la creación de contenidos, aplicaciones o estrategias, y destacó la aparición de nuevos perfiles laborales vinculados al entrenamiento y uso de IA.
Durante una entrevista con La Vanguardia, Daitch afirmó que la interacción amable con asistentes de inteligencia artificial puede mejorar la calidad de sus respuestas. Respaldó esta afirmación con estudios académicos, y reflexionó sobre el efecto de estas prácticas tanto en el plano comunicacional como en su impacto ambiental, debido al consumo de recursos asociado a respuestas más extensas.
En 2025, participó en un debate sobre inteligencia artificial en el programa radial Pasaron cosas, junto al artista Santiago Caruso. En esa instancia, calificó a la IA como “la tecnología más disruptiva de la historia de la humanidad”, defendiendo su adopción como un proceso inevitable y subrayando su carácter democratizador frente a otras posturas más críticas sobre sus implicaciones laborales y legales.
Además de sus colaboraciones escritas, Daitch ha participado en diversos espacios de difusión audiovisual. Ha sido invitado a canales como C5N y Urbana Play, donde abordó temas vinculados al futuro de la inteligencia artificial. También tuvo participación en podcasts, destacándose como anfitrión de las ediciones de EO Argentina y EO Madrid, producidos por la organización internacional Entrepreneurs' Organization, de la cual es miembro. En estos espacios ha discutido temas relacionados con la inteligencia artificial, su uso ético, el emprendimiento y su impacto en la sociedad contemporánea.